# Daphne Corboz
Daphne Marie Corboz, in französischen Quellen auch Daphné Corboz (* 14. Juni 1993 in Mobile, Alabama), ist eine US-amerikanisch-französische Fußballspielerin, die seit Sommer 2020 beim französischen Erstdivisionär Paris FC unter Vertrag steht.

## Karriere

### Vereine
Während ihres Studiums an der Georgetown University spielte Corboz von 2011 bis 2014 für die dortige Universitätsmannschaft der Georgetown Hoyas und lief parallel dazu im Jahr 2013 für die W-League-Franchise der Pali Blues auf, mit der sie die Meisterschaft gewann. Im Januar 2015 wurde sie beim College-Draft der NWSL in der dritten Runde an Position 22 vom Sky Blue FC unter Vertrag genommen. Corboz hatte jedoch schon vor dem Draft angezeigt, dass sie vor einem Wechsel zum englischen Erstligisten Manchester City stand und zunächst nicht in der NWSL auflaufen würde. Von 2015 bis 2016 absolvierte sie in Manchester 20 Erstligaspiele und gewann die englische Meisterschaft 2016. Zur Saison 2017 der NWSL kehrte Corboz in die Vereinigten Staaten zurück und lief für den Sky Blue FC auf, mit dem sie die Qualifikation zu den Play-offs jedoch verpasste. Im Oktober 2017 wechselte sie zunächst leihweise und anschließend fest zum französischen Erstligaaufsteiger FC Fleury. Bei Fleury spielte sie gemeinsam mit ihrer jüngeren Schwester Rachel in einem Team, die sich zur Saison 2019/20 allerdings den Frauen von Stade Reims anschloss, während Daphne ein Jahr später zum Paris FC wechselte.

### Nationalmannschaft
Corboz absolvierte im Jahr 2015 fünf Spiele für die U-23-Nationalmannschaft der Vereinigten Staaten. Im November 2017 wurde sie in ein Trainingslager der französischen B-Nationalmannschaft berufen. Anfang und Ende 2018 nominierte Nationaltrainerin Corinne Diacre die Mittelfeldspielerin für jeweils eine Freundschaftsbegegnung der A-Nationalelf, ohne sie dann aber einzusetzen.

## Erfolge
- 2013: W-League-Meisterschaft (Pali Blues)
- 2016: Englische Meisterschaft (Manchester City)

## Privates
Corboz’ jüngerer Bruder Maël Corboz ist ebenfalls Fußballspieler und stand unter anderem bei den Wilmington Hammerheads, dem MSV Duisburg und dem SC Verl unter Vertrag. Im Januar 2024 wechselte er zum Ligarivalen Arminia Bielefeld. Ihre jüngere Schwester Rachel war U-20-Fußballnationalspielerin der Vereinigten Staaten und tritt seit 2018 gleichfalls für einen französischen Erstligisten an.